# Palazzo Trevisan Cappello

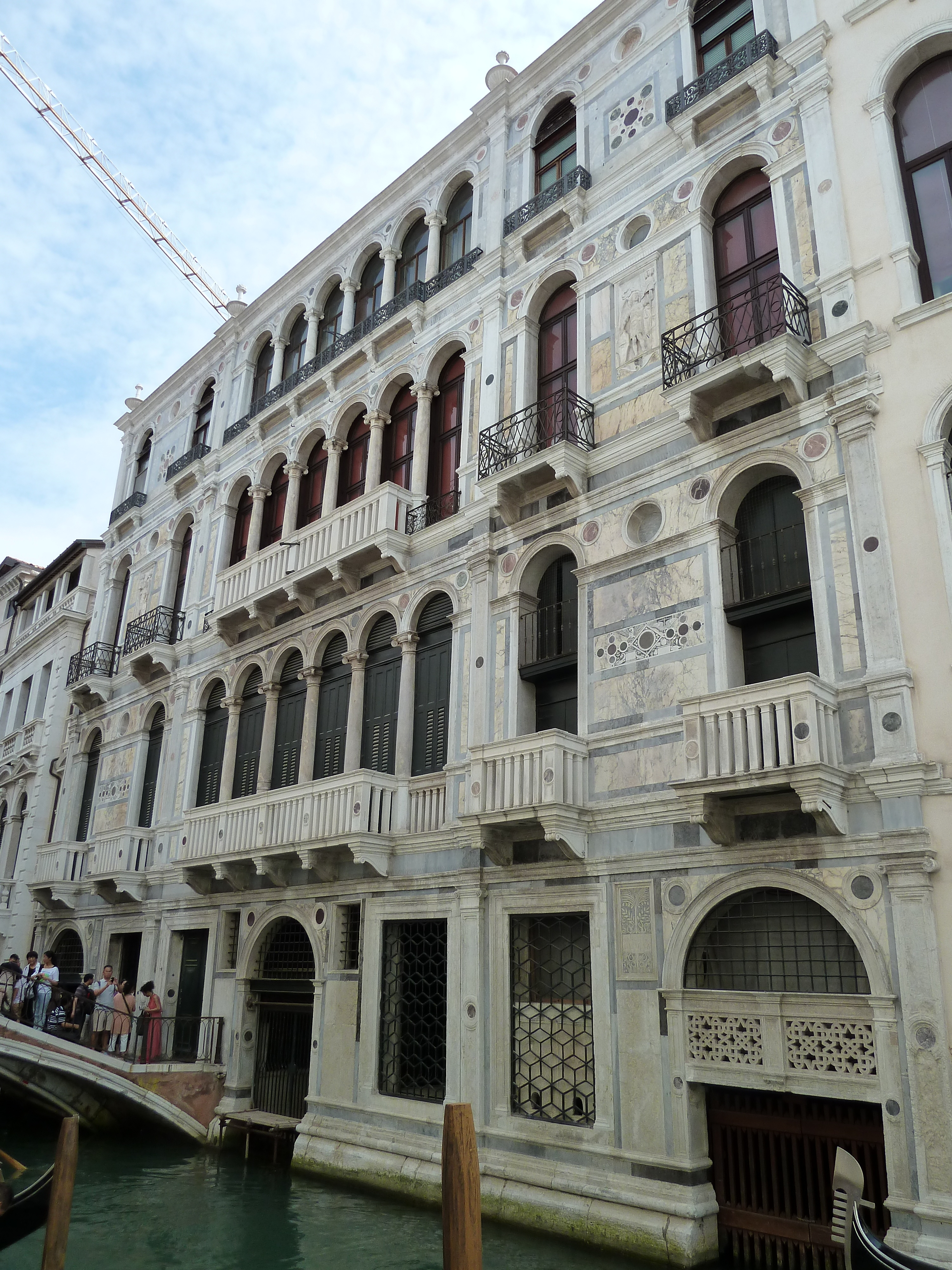
Palazzo Trevisan Castello, Fassade zum Rio di Palazzo

Palazzo Trevisan Cappello ist ein Palast in Venedig in der italienischen Region Venetien. Er liegt im Sestiere Castello mit Blick auf den Rio di Palazzo, gegenüber dem Patriarchenpalast und ganz in der Nähe des Markusplatzes und der Riva degli Schiavoni. Der Palast ist über die private Ponte di Ca’ Cappello zugänglich.

## Geschichte
Der Palast wurde Anfang des 16. Jahrhunderts erbaut. Im Auftrag der Familie Trevisan schuf ihn Bartolomeo Bon der Jüngere, ein Anhänger von Mauro Codussi. 1577 gelangte der Palast in die Hände von Bianca Cappello, die ihn Francesco I. de’ Medici.

## Beschreibung
Der Palazzo Trevisan Cappello ist eines der architektonisch ansprechendsten Gebäude der venezianischen Renaissance. Seine Fassade, die durch ihre große Zahl von 37 Öffnungen auffällt, erstreckt sich über vier Stockwerke, in denen, mit Ausnahme des Erdgeschosses, jeweils ein mittleres Sechsfach-Rundbogenfenster, flankiert von zwei Paaren ebensolcher Einzelfenster, vorhanden sind. Im Erdgeschoss öffnen sich drei Portale zum Wasser, zwischen denen je zwei Rechteckfenster liegen. Die Fassade wirkt durch Gestaltungen farbigen Marmors und durch die unterschiedlichen Balkone, die verschieden stark vorspringen, lebendig. Nicht ungewöhnlich war, dass der Palast in zwei Anwesen mit unterschiedlichen Eigentümern aufgeteilt war.